# Miguel Castro (Informatiker)
Miguel A. Castro (* 1969) ist ein US-amerikanischer Informatiker.
Castro studierte am Massachusetts Institute of Technology und arbeitete dort in der Programming Methodology Group über objektorientierte Datenbanken und  Byzantinische Fehlertoleranz.  Er arbeitet bei Microsoft Research als Principal Researcher. Er arbeitet über verteilte Systeme, Netzwerke und Sicherheitsfragen. Mit Peter Druschel und Ant Rowstron (Antony Rowstron) arbeitete er an der Pastry-Technologie für Overlay-Netze mit Peer-to-Peer, angewandt in der Gruppenkommunikations-Software Scribe (zum Beispiel von Microsoft im Customer-Relationship-Management eingesetzt) und in SplitStream (Verbreitung von Streaming-Inhalten). Die entsprechenden Aufsätze zählen zu den hochzitierten Arbeiten.
2011 erhielt er den Mark Weiser Award.

## Schriften (Auswahl)
- mit Barbara Liskov: Practical Byzantine fault tolerance, Symposium on Operating System Design and Implementation, OSDI 99, 1999, S. 173–186
- mit A. Rowstron, A.M. Kermarrec, P. Druschel: SCRIBE: The design of a large-scale event notification infrastructure, Networked group communication 2233, 2001, S. 30–43
- mit P. Druschel, A.M. Kermarrec, A. Rowstron: SCRIBE: A large-scale and decentralized application-level multicast infrastructure, IEEE Journal on Selected Areas in Communications, Band 20, 2002, S. 1489–1499
- mit P. Druschel, A. Ganesh, A. Rowstron, D.S. Wallach: Secure routing for structured peer-to-peer overlay networks, ACM SIGOPS Operating Systems Review, Band 36, 2002, S. 299–314
- mit A. Adya u. a.: FARSITE: Federated, available, and reliable storage for an incompletely trusted environment, ACM SIGOPS Operating Systems Review, Band 36, 2002,  S. 1–14
- mit Barbara Liskov: Practical Byzantine fault tolerance and proactive recovery, ACM Transactions on Computer Systems (TOCS), Band 20, Nr. 4, 2002, S. 398–461.
- mit P. Druschel, A.M. Kermarrec, A. Nandi, A. Rowstron, A. Singh: SplitStream: high-bandwidth multicast in cooperative environments, ACM SIGOPS Operating Systems Review, Band 37, 2003, S. 298–313
- mit  J. Crowcroft, A. Rowstron, L. Zhou, L. Zhang, P. Barham: Vigilante: End-to-end containment of internet worms, ACM SIGOPS Operating Systems Review, Band 39, 2005, S.  133–147